# Accord de Karađorđevo

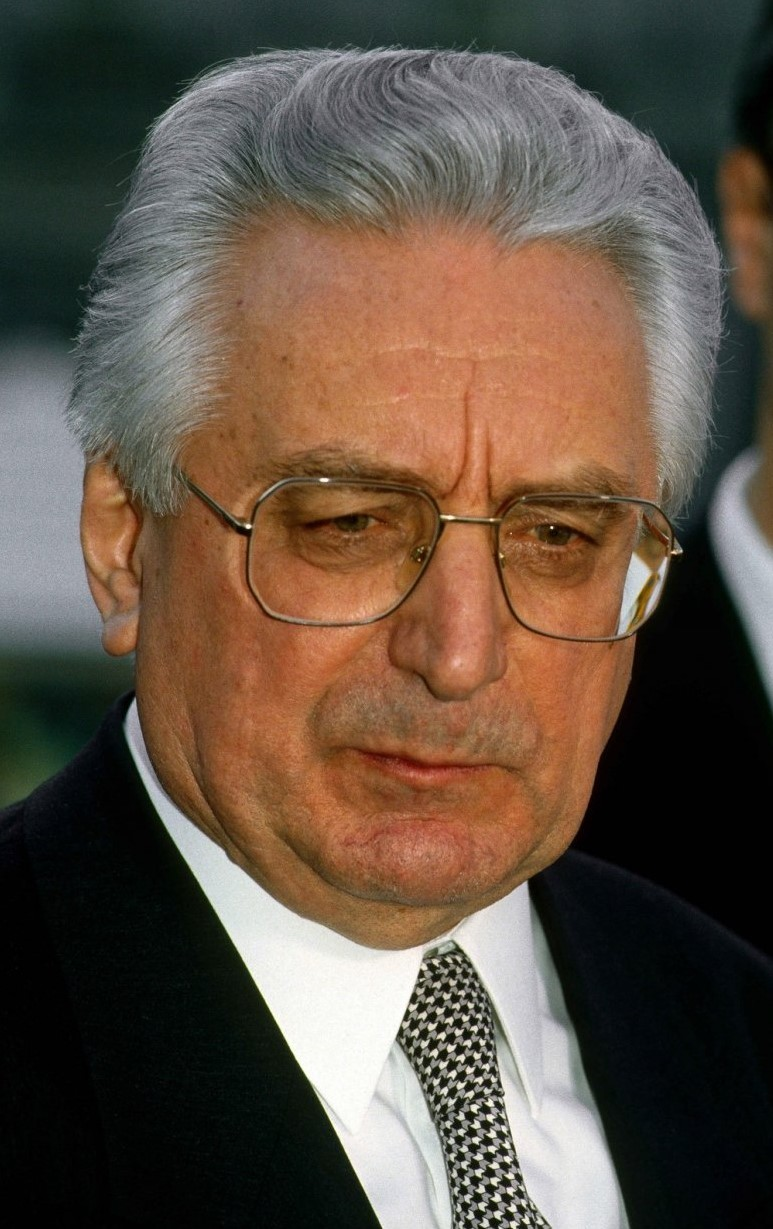
Le président de la république de Croatie en 1995, Franjo Tuđman.

L'accord de Karađorđevo désigne un supposé accord secret entre le président de la république de Croatie, Franjo Tuđman et le président de la république de Serbie, Slobodan Milošević concernant le partage de la Bosnie-Herzégovine entre Croates et Serbes.
Initiée par Stjepan Mesić, alors président de la RFS Yougoslavie, la rencontre de Karađorđevo (Vojvodine) eut lieu le 30 mars 1991, et devait permettre aux présidents croate et serbe des républiques croate et serbe toujours constituantes de la RFS Yougoslavie la résolution des questions liées à la minorité serbe de Croatie, alors que ceux-ci avaient déjà entamé leur processus de sécession (voir « révolution des Rondins »).

## Controverses
Les détails de cette rencontre entre Slobodan Milošević et Franjo Tuđman en dehors des habituelles déclarations diplomatiques ne sont pas connues. Il fut simplement reporté que tous les sujets d’actualité entre les deux présidents furent abordés.
De nombreuses personnes confirment un accord secret entre les deux dirigeants sur un partage de la Bosnie-Herzégovine au détriment des Bosniaques,,. Il fut reporté que Slobodan Milošević désirait obtenir toutes les terres de l'est et de l'ouest de la Bosnie alors que Franjo Tuđman souhaitait s'assurer le contrôle des régions à majorité croate. La politique de la Croatie et de Franjo Tuđman pour la Bosnie-Herzégovine n'a jamais été transparente, certains pensent que Franjo Tuđman souhaitait agrandir les frontières de la Croatie en Bosnie-Herzégovine.
Dušan Bilandžić, conseiller de Franjo Tuđman participa au meeting et rapporta dans son livre POVIJEST IZBLIZA - memoarski zapisi 1945.-2005 que « la raison d'être de ce meeting était la division de la Bosnie-Herzégovine »,,.
Hrvoje Šarinić, conseiller de Franjo Tuđman pour les affaires internationales, et futur premier ministre, participa à cette rencontre. Il nia l'existence d'un accord secret à Karađorđevo avec Slobodan Milošević sur la division de la Bosnie-Herzégovine,.
Lorsque Stjepan Mesić devint président de Croatie à la mort de Franjo Tuđman en 1999, bien que n’ayant pas assisté à la rencontre, il témoigna devant le TPIY à propos du plan de Franjo Tuđman sur la division de la Bosnie-Herzégovine entre Croates et Serbes.
D'autres témoignages de politiciens haut placés, comme celui d'Ante Marković, confirmèrent la présence d'un accord secret.
Des hommes politiques américains et britanniques comme Warren Zimmermann, Herbert Okun, ou lord Paddy Ashdown, assistant de Cyrus Vance, envoyé spécial de l'ONU dans les Balkans rapporte qu'il a participé à plusieurs rencontres où le partage de la Bosnie-Herzégovine était discuté et que le plan de création d'État autonome au sein de la Bosnie-Herzégovine puis de leurs annexions à la Serbie et à la Croatie n'était pas tenu secret par les deux parties lors de ces rencontres.
Les principaux détracteurs à l’existence de cet accord mettent en avance que dans les semaines qui suivirent, l’Armée populaire yougoslave et les paramilitaires serbes attaquèrent massivement la Croatie en occupant jusqu’à 30 % de son territoire, entraînant d’importantes destructions et un important nombre de réfugiés.
Quant à la Bosnie-Herzégovine, les accords de Washington permirent une alliance entre Croates et Bosniaques et la reconquête engagée à partir de l’été 1995 s’arrêta aux portes de Banja Luka sur intervention de la diplomatie américaine par crainte d’une défaite militaire qui aurait pu engendrer un plus important exode de civils serbes, alors que, quelques jours plus tôt environ 150 000 Serbes avaient fui la Croatie face à l'avancée de l'armée croate lors de l'opération Tempête.